# Lucía Guerra
Lucía Guerra (Santiago de Chile, 30 de junio de 1943) es una profesora, crítica literaria y escritora feminista chilena.

## Biografía
Estudió pedagogía en inglés y ganó una beca Fulbright para hacer una maestría en lingüística en la Universidad de Kansas. Allí, cuando estaba terminando su tesis conoció a Richard Cunningham —que ha traducido al inglés varias obras chilenas y es autor de la novela Santiago blues— y a los tres meses se casaron. Como esto significaba seguir viviendo en Estados Unidos, decidió hacer un doctorado en literatura latinoamericana, que versó sobre la novela chilena. Es profesora de la Escuela de Humanidades de la Universidad de California, Irvine.
Lucía Guerra, en palabras de Rubí Carreño, contribuyó a la renovación de la academia por ser una de las primeras 
mujeres que, desde la cátedra universitaria, empezó a teorizar en torno a la escritura de mujeres. En el caso de la literatura chilena, contribuyó a reposicionar desde esta perspectiva crítica a escritoras como María Luisa Bombal y Mercedes Valdivieso". Amiga de Bombal, publicó en 1980 un libro crítico sobre su obra: La narrativa de María Luisa Bombal: una visión de la existencia femenina y compiló sus obras completas en la Editorial Zig-Zag.
Traducida a varios idiomas, Guerra, además de ejercer la crítica literaria, ha escrito libros de cuentos, ensayos y novelas. Su obra ha sido distinguida con importantes premios, entre los que cabe destacar el Municipal de Santiago y el de la Casa de Las Américas, por citar solo dos.

## Obras
- La narrativa de María Luisa Bombal: una visión de la existencia femenina, Playor, Madrid, 1980
- Mujer y sociedad en América Latina, Editorial del Pacífico, Santiago, 1980
- Más allá de las máscaras, novela, Premiá, Tlahuapan, Puebla, 1984 (Latin America Literary Review Press, Pittsburgh, Pensilvania, 1986; Cuarto Propio, Santiago, 1993)
- Texto e ideologia en la narrativa chilena, Institute for the Study of Ideologies & Literature, Minneapolis, 1987
- Splintering darkness: Latin American women writers in search of themselves, Latin American Literary Review Press, Pittsburgh, 1990
- Frutos extraños, cuentos, Monte Ávila, Caracas, 1991 (reeditada por la Editorial Cuarto Propio, 1997 y 2006)
- La mujer fragmentada: historias de un signo, Casa de las Américas, La Habana / Colcultura, Bogotá, 1994 (Santiago: Cuarto Propio, 1995)
- Muñeca brava, novela, Monte Ávila Editores Latinoamericana, Caracas, 1993 (Ceibo, Santiago, 2015)
- Los dominios ocultos, cuentos, Editorial Oveja Negra, Santafé de Bogotá, 1998
- Las noches de Carmen Miranda, novela, Editorial Sudamericana, Buenos Aires, 2002
- Mujer y escritura: fundamentos teóricos de la crítica feminista, Cuarto Propio, Santiago, 2008
- De la historia y otras barbaries: La Araucana de Alonso de Ercilla y Zúñiga en el imaginario nacional de Chile, Universidad Católica, Santiago, 2010
- Ciudad, género e imaginarios urbanos en la narrativa latinoamericana, Cuarto Propio, Santiago, 2013
- La ciudad ajena: subjetividades de origen mapuche en el espacio urbano, Ceibo Ediciones, Santiago, 2014
- Las pistas de Lucifer, cuentos, Ceibo, Santiago, 2014
- Travesías del hombre lobo, novela, Editorial Zig-Zag, Santiago, 2015
- Con Voz De Sombra (Crónica De Un Duelo), Cuarto propio, Santiago, 2017

## Premios y reconocimientos
- Premio Anual de Traducción 1980 otorgado por la Universidad de Columbia y el Consejo de las Artes de la Ciudad de Nueva York por New Islands, su versión inglesa de Las islas nuevas de María Luisa Bombal (el libro fue publicado en 1981 por Farrar, Straus & Giroux)[5]
- Premio Plural 1987 por su ensayo Identidad cultural y la problemática del Ser en la narrativa femenina latinoamericana
- Premio Plural 1989 por el cuento La pasión de la virgen
- Premio Letras de Oro 1991 de la Universidad de Miami y el Gobierno de España por Frutos extraños[5]
- Premio Municipal de Literatura de Santiago 1992 por Frutos extraños[5]
- Premio Casa de las Américas 1994 por La mujer fragmentada: historias de un signo
- Premio Gabriela Mistral 1997 otorgado por Coté de Femmes Editions en Francia por la novela Más allá de las máscaras[5]
- Premio Extraordinario de estudios sobre las culturas originarias de América 2013 adscrito al Premio Casa de las Américas por La ciudad ajena: subjetividades de origen mapuche en el espacio urbano